# Olaf Pollack
Olaf Pollack (Räckelwitz, 20 settembre 1973) è un ex ciclista su strada, pistard e dirigente sportivo tedesco.
Professionista dal 1997 al 2008, nel 2000 ai Giochi di Sydney vinse il titolo olimpico di inseguimento a squadre. Dopo il ritiro dalle corse ha ricoperto ruoli di direttore sportivo.

## Carriera
Eccellente velocista, debuttò nel 1997 nella Agro Adler Brandenburg. Nel 1999 si classificò al secondo posto nella gara a cronometro dei campionati tedeschi su strada. In seguito fece parte della Gerolsteiner dal 2000 al 2004. Si mise in luce al Giro di Germania 2003, vincendo una tappa davanti al compatriota Erik Zabel e l'australiano Stuart O'Grady, ed al Giro d'Italia 2004, terminando più volte secondo dietro ad Alessandro Petacchi.
Nel 2005 passò alla T-Mobile, ma fu una stagione priva di successi. Nell'annata successivo vinse due tappe al Giro della California, portando alla T-Mobile il primo successo stagionale. Disputò anche un buon Giro della Bassa Sassonia e si ripeté durante il Giro d'Italia. Nel 2007 fece parte del Team Wiesenhof-Felt, da cui si separò al termine della stagione firmando per la formazione austriaca Volksbank. Nel 2009 venne sospeso per doping.
Dedicatosi anche alla pista, nel 2000 fu medaglia d'oro olimpica dell'inseguimento a squadre ai Giochi di Sydney in squadra con Guido Fulst, Robert Bartko, Daniel Becke e Jens Lehmann, non gareggiando però nel turno finale. Su pista vinse anche, insieme a Roger Kluge, la gara dell'americana durante l'evento di Manchester valido per la Coppa del mondo 2008-2009.

## Palmarès

### Strada
- 1996

1ª tappa Vuelta a Navarra
3ª tappa, 2ª semitappa Giro di Slovenia (Ljutomer > Beltinci)
- 1997

4ª tappa Giro della Bassa Sassonia
- 1998

Prologo Giro di Slovenia (Ptuj > Ptuj, cronometro)
1ª tappa Giro di Slovenia (Radenci > Beltinci)
9ª tappa Olympia's Tour (Zaltbommel > Zaltbommel, cronometro)
11ª tappa Olympia's Tour (Almere > Amsterdam)
- 1999

5ª tappa Giro della Bassa Sassonia (Königslutter am Elm > Duderstadt)
6ª tappa Corsa della Pace (Zagan > Cottbus)
- 2000

Prologo Rapport Toer (cronometro)
8ª tappa Rapport Toer
1ª tappa Giro della Bassa Sassonia (Leer > Melle)
2ª tappa Giro della Bassa Sassonia (Melle > Verden)
2ª tappa Tour of Tasmania
- 2001

Rund um die Nürnberger Altstadt
- 2002

2ª tappa Giro della Bassa Sassonia (Einbeck > Wolfsburg)
3ª tappa Giro della Bassa Sassonia (Wolfsburg > Duderstadt)
Classifica generale Giro della Bassa Sassonia
1ª tappa Corsa della Pace (České Budějovice > České Budějovice)
2ª tappa Corsa della Pace (Trebon > Pardubice)
3ª tappa Corsa della Pace (Pardubice > Hradec Králové)
5ª tappa Giro di Danimarca (Slagelse > Frederiksberg)
Groningen-Münster
1ª tappa Giro dell'Assia (Wiesbaden > Schwalmstadt)
- 2003

5ª tappa Giro della Bassa Sassonia (Bückeburg > Peine)
7ª tappa Giro di Germania (Bad Dürkheim > Saarbrücken)
- 2004

2ª tappa Giro della Bassa Sassonia (Löbau > Lipsia)
- 2006

6ª tappa Tour of California (Santa Barbara > Thousand Oaks)
7ª tappa Tour of California (Redondo Beach > Redondo Beach)
4ª tappa Giro di Danimarca (Sorø > Hillerød)
- 2007

1ª tappa Critérium International (Asfeld > Charleville-Mézières)
- 2008

2ª tappa Giro di Baviera (Straubing > Neusäß)

#### Altri successi
- 2006

Classifica a punti Tour of California

### Pista
- 1998

Campionati europei, Omnium Endurance
- 2000

Campionati tedeschi, Americana (con Andreas Beikirch)
- 2008

1ª tappa Coppa del mondo 2008-2009, Americana (Manchester, con Roger Kluge)
- 2009

Campionati tedeschi, Americana (con Roger Kluge)
Campionati tedeschi, Corsa a punti

## Piazzamenti

### Grandi Giri
- Giro d'Italia

2004: 112º
2005: ritirato (14ª tappa)
2006: 132º
- Tour de France

2003: ritirato (7ª tappa)

### Classiche monumento
- Milano-Sanremo

2002: 158º
2003: ritirato
- Giro delle Fiandre

2002: ritirato
2003: ritirato
2004: ritirato
2007: 87º
- Parigi-Roubaix

2003: ritirato
2004: ritirato
2007: 30º

### Competizioni mondiali
- Campionati del mondo su strada

Zolder 2002 - In linea Elite: 145º
- Campionati del mondo su pista

Berlino 1999 - Americana: 3º
Manchester 2008 - Americana: 2º
Pruszków 2009 - Americana: 5º
- Giochi olimpici

Sydney 2000 - Inseguimento a squadre: vincitore
Sydney 2000 - Americana: 6º
Pechino 2008 - Americana: 5º

### Competizioni continentali
- Campionati europei su pista

1998 - Omnium Endurance: vincitore